# Vatten (musikgrupp)
Vatten var en kristen experimentell bluesrockgrupp bildad i Göteborg år 1970 av kompositören och gitarristen Tomas Ernvik och var ett av de första kristna banden som spelade tung bluesrock.

## Historik
1975 släpptes debutalbumet "Tungt vatten" med bluesrock med influenser från till exempel ZZ Top. Under 1980-talet utgick gruppen från Stockholm. Turnéer gjordes i Sverige och övriga Norden samt i England. Bandet deltog i Greenbeltfestivalen vid två tillfällen och ett spår av Vatten finns med på liveskivan som gavs ut 1979.
Många mer eller mindre kända musiker har varit medlemmar i vatten, till exempel Anders Kjellberg, Danne Gansmoe, Anders Mossberg, Matz Mjörnheim, Björn Millton, Backa-Hans Eriksson, Sven Lindvall, Matte Marklund, Bengan Andersson, Lalle Isaksson, Micke Kerslow, Johan Dereborn och Bosse Lindqvist.
Vatten var med sin bluesfunkrock musikaliska stilbildare för många efterkommande musikgrupper. Vattens texter (de flesta av Tomas Ernvik) handlar ofta om fred, miljö och sociala frågor ur ett kristet perspektiv.

## Diskografi (urval)
- Tungt vatten (1974), LP Proprius 1975
- The dreamer/Rely back, singel 1979
- Plain water, LP 1980
- Smältvatten, LP 1981
- Vattendrag, LP 1984
- Diggin' the roots, (Covers), LP/cd 1992